# Copa de la Liga de Portugal 2021-22
La Copa de la Liga de Portugal 2021-22 (también conocida como Allianz Cup por motivos de patrocinio) fue la XV edición de la Copa de la Liga de Portugal. El torneo comenzó el 23 de julio  de 2021 y finalizó el 29 de enero de 2022.
Sporting de Lisboa se consagró campeón por cuarta vez al derrotar en la final a Benfica por 2:1.

## Formato
| Ronda                       | Equipos que entran en esta fase | Equipos que provienen de la fase anterior |
| --------------------------- | --- | ----------------------------------------- |
| Primera ronda (28 equipos)  | - 16 equipos de la Liga PRO 2020-21 - 9 equipos posicionados 7–15 en la Primeira Liga 2020-21 - 3 equipos promovidos a la Primeira Liga 2020-21 |                                           |
| Segunda ronda (16 equipos)  | - 2 equipos posicionados 5–6 de la Primeira Liga 2020-21                                                                                        | - 14 ganadores de la Primera ronda        |
| Fase de grupos (12 equipos) | - 4 equipos posicionados 1–4 en la Primeira Liga 2020-21                                                                                        | - 8 ganadores de la Segunda ronda         |
| Semifinales (4 equipos)     | | - 4 ganadores de cada grupo               |
| Final (2 equipos)           | | - 2 ganadores de las Semifinales          |

### Desempates
En la tercera ronda, los equipos se clasifican de acuerdo con los puntos (3 puntos por victoria, 1 punto por empate, 0 puntos por derrota). Si dos o más equipos están empatados en puntos al finalizar los partidos de grupo, se aplican los siguientes criterios para determinar la clasificación:
1. Diferencia de goles más alta en todos los partidos del grupo;
2. Mayor número de goles marcados en todos los partidos de grupo;
3. Edad promedio más baja de todos los jugadores alineados en todos los partidos de grupo (suma de las edades de todos los jugadores alineados dividida por el número de jugadores alineados).

En todas las demás rondas, los equipos empatados al final del tiempo regular disputan una tanda de penaltis para determinar el ganador. No se juega la prórroga .

## Equipos
Treinta y cuatro equipos que compiten en las dos categorías profesionales del fútbol portugués para la temporada 2021-22 son elegibles para participar en esta competición. Para los equipos que fueron promovidos o relegados, la posición final en la temporada anterior de la liga determina en qué ronda ingresan a la competencia.
- N.°: Posición de la liga en la temporada 2020-21
- P1: Ascendido a la Primeira Liga
- R1: Relegado a la Liga PRO
- P2: Ascendido a la Liga PRO

| Fase de grupos            | Fase de grupos     | Fase de grupos | Fase de grupos             |
| ------------------------- | ------------------ | -------------- | -------------------------- |
| Sporting CP (1°)          | Oporto (2°)        | Benfica (3°)   | SC Braga (4°)              |
| Segunda ronda             |                    |                |                            |
| Paços de Ferreira (5°)    | Santa Clara (6°)   |                |                            |
| Primera ronda             |                    |                |                            |
| Vitória de Guimarães (7°) | Portimonense (14°) | Arouca (P1 3°) | Mafra (12°)                |
| Moreirense (8°)           | Marítimo (15°)     | Académica (4°) | Covilhã (13°)              |
| Famalicão (9°)            | Rio Ave (R1 16°)   | Feirense (5°)  | Académico de Viseu (14°)   |
| Belenenses (10°)          | Farense (R1 17°)   | Chaves (6°)    | Varzim (15°)               |
| Gil Vicente (11°)         | Nacional (R1 18°)  | Penafiel (7°)  | Vilafranquense (17°)       |
| Tondela (12°)             | Estoril (P1 1°)    | Casa Pia (9°)  | Trofense (P2 1°)           |
| Boavista (13°)            | Vizela (P1 2°)     | Leixões (10°)  | Estrela da Amadora (P2 2°) |

## Fase clasificatoria

### Primera ronda
La Primera ronda se desarrolló entre el 23 y el 26 de julio de 2021.
| Equipo 1             | Resultado      | Equipo 2    |
| -------------------- | -------------- | ----------- |
| Portimonense         | 2–1            | Académica   |
| Tondela              | 0–1            | Gil Vicente |
| Mafra                | 1–0            | Belenenses  |
| Estrela da Amadora   | 2–1            | Vizela      |
| Académico de Viseu   | 1–4            | Casa Pia    |
| Trofense             | 0–3            | Covilhã     |
| Feirense             | 0–1            | Famalicão   |
| Chaves               | 1–2            | Farense     |
| Penafiel             | 1–1 (4:3 pen.) | Moreirense  |
| Varzim               | 1–1 (3:4 pen.) | Rio Ave     |
| Vilafranquense       | 0–3            | Arouca      |
| Marítimo             | 0–1            | Boavista    |
| Nacional             | 1–2            | Estoril     |
| Vitória de Guimarães | 4–1            | Leixões     |

### Segunda ronda
La Segunda ronda se desarrolló entre el 30 de julio y el 1 de agosto de 2021.
| Equipo 1           | Resultado      | Equipo 2             |
| ------------------ | -------------- | -------------------- |
| Paços de Ferreira  | 1–1 (4:3 pen.) | Gil Vicente          |
| Estrela da Amadora | 0–1            | Penafiel             |
| Famalicão          | 1–0            | Estoril              |
| Farense            | 0–0 (0:3 pen.) | Santa Clara          |
| Arouca             | 0–1            | Rio Ave              |
| Covilhã            | 3–1            | Mafra                |
| Casa Pia           | 0–1            | Vitória de Guimarães |
| Boavista           | 2–0            | Portimonense         |

## Fase de grupos
La Fase de grupos se disputa a una vuelta. Se desarrolla entre el 21 de septiembre y el 15 de diciembre de 2021.

### Grupo A
| Pos. | Equipo               | Pts. | PJ | G | E | P | GF | GC | Dif. | Clasificación |   | BEN | VGU | COV |
| ---- | -------------------- | ---- | -- | - | - | - | -- | -- | ---- | ------------- | - | --- | --- | --- |
| 1    | Benfica              | 4    | 2  | 1 | 1 | 0 | 6  | 3  | +3   | Final Four    |   | —   | —   | 3–0 |
| 2    | Vitória de Guimarães | 4    | 2  | 1 | 1 | 0 | 5  | 3  | +2   |               |   | 3–3 | —   | —   |
| 3    | Covilhã              | 0    | 1  | 0 | 0 | 1 | 0  | 5  | −5   |               | — | 0–2 | —   |     |

Actualizado a los partidos jugados el 15 de diciembre de 2021.
 Fuente: 
Criterios de clasificación: Desempate

#### Partidos
| 21 de septiembre de 2021 | Covilhã | 0:2     | Vitória de Guimarães       | Estádio Municipal José dos Santos Pinto, Covilhã         |                                                          |
| 20:15                    |         | Reporte | - 25', 29' Nicolas Janvier | Asistencia: 594 espectadores Árbitro(s): Gustavo correia | Asistencia: 594 espectadores Árbitro(s): Gustavo correia |

| 27 de octubre de 2021 | Vitória de Guimarães                                         | 3:3     | Benfica                                                             | Estadio Dom Afonso Henriques, Guimarães                 |                                                         |
| 19:30                 | - André André 21' - Oscar Estupiñán 45+2' - Bruno Duarte 83' | Reporte | - 7' (a.g) Alfa Semedo - 15' Pizzi Fernandes - 28' Nemanja Radonjić | Asistencia: 11,065 espectadores Árbitro(s): Hugo Miguel | Asistencia: 11,065 espectadores Árbitro(s): Hugo Miguel |

| 15 de diciembre de 2021 | Benfica                                 | 3:0     | Covilhã | Estádio da Luz, Lisboa                                      |                                                             |
| 19:00                   | - Seferović 27' - Núñez 67' (pen.), 72' | Reporte |         | Asistencia: 15,291 espectadores Árbitro(s): Gustavo correia | Asistencia: 15,291 espectadores Árbitro(s): Gustavo correia |

### Grupo B
| Pos. | Equipo      | Pts. | PJ | G | E | P | GF | GC | Dif. | Clasificación |     | SPO | FAM | PEN |
| ---- | ----------- | ---- | -- | - | - | - | -- | -- | ---- | ------------- | --- | --- | --- | --- |
| 1    | Sporting CP | 6    | 2  | 2 | 0 | 0 | 3  | 1  | +2   | Final Four    |     | —   | 2–1 | —   |
| 2    | Famalicão   | 3    | 2  | 1 | 0 | 1 | 6  | 2  | +4   |               |     | —   | —   | 5–0 |
| 3    | Penafiel    | 0    | 2  | 0 | 0 | 2 | 0  | 6  | −6   |               | 0–1 | —   | —   |     |

Actualizado a los partidos jugados el 14 de diciembre de 2021.
 Fuente: 
Criterios de clasificación: Desempate

#### Partidos
| 22 de septiembre de 2021 | Famalicão | 5:0     | Penafiel |                                |                                |
| 21:15                    |           | Reporte |          | Asistencia: 1,569 espectadores | Asistencia: 1,569 espectadores |

| 26 de octubre de 2021 | Sporting CP | 2:1     | Famalicão |                                 |                                 |
| 21:15                 |             | Reporte |           | Asistencia: 14,755 espectadores | Asistencia: 14,755 espectadores |

| 14 de diciembre de 2021 | Penafiel | 0:1     | Sporting CP |                                |                                |
| 20:15                   |          | Reporte |             | Asistencia: 2,012 espectadores | Asistencia: 2,012 espectadores |

### Grupo C
| Pos. | Equipo            | Pts. | PJ | G | E | P | GF | GC | Dif. | Clasificación |   | BOA | PFE | BRA |
| ---- | ----------------- | ---- | -- | - | - | - | -- | -- | ---- | ------------- | - | --- | --- | --- |
| 1    | Boavista          | 6    | 2  | 2 | 0 | 0 | 7  | 2  | +5   | Final Four    |   | —   | —   | 5–1 |
| 2    | Paços de Ferreira | 1    | 2  | 0 | 1 | 1 | 1  | 2  | −1   |               |   | 1–2 | —   | —   |
| 3    | SC Braga          | 1    | 2  | 0 | 1 | 1 | 1  | 5  | −4   |               | — | 0–0 | —   |     |

Actualizado a los partidos jugados el 16 de diciembre de 2021.
 Fuente: 
Criterios de clasificación: Desempate

#### Partidos
| 23 de septiembre de 2021 | Paços de Ferreira | 1:2     | Boavista |                              |                              |
| 20:15                    |                   | Reporte |          | Asistencia: 988 espectadores | Asistencia: 988 espectadores |

| 28 de octubre de 2021 | SC Braga | 0:0     | Paços de Ferreira |                                |                                |
| 20:15                 |          | Reporte |                   | Asistencia: 3,726 espectadores | Asistencia: 3,726 espectadores |

| 15 de diciembre de 2021 | Boavista | 5:1     | SC Braga |                                |                                |
| 20:15                   |          | Reporte |          | Asistencia: 2,669 espectadores | Asistencia: 2,669 espectadores |

### Grupo D
| Pos. | Equipo      | Pts. | PJ | G | E | P | GF | GC | Dif. | Clasificación |     | SCL | POR | RIO |
| ---- | ----------- | ---- | -- | - | - | - | -- | -- | ---- | ------------- | --- | --- | --- | --- |
| 1    | Santa Clara | 4    | 2  | 1 | 1 | 0 | 5  | 3  | +2   | Final Four    |     | —   | 3–1 | —   |
| 2    | Oporto      | 3    | 2  | 1 | 0 | 1 | 2  | 3  | −1   |               |     | —   | —   | 1–0 |
| 3    | Rio Ave     | 1    | 2  | 0 | 1 | 1 | 2  | 3  | −1   |               | 2–2 | —   | —   |     |

Actualizado a los partidos jugados el 15 de diciembre de 2021.
 Fuente: 
Criterios de clasificación: Desempate

#### Partidos
| 22 de septiembre de 2021 | Rio Ave | 2:2     | Santa Clara |                              |                              |
| 19:00                    |         | Reporte |             | Asistencia: 635 espectadores | Asistencia: 635 espectadores |

| 26 de octubre de 2021 | Santa Clara | 3:1     | Oporto |                                |                                |
| 18:00                 |             | Reporte |        | Asistencia: 1,739 espectadores | Asistencia: 1,739 espectadores |

| 15 de diciembre de 2021 | Oporto | 1:0     | Rio Ave |                                |                                |
| 21:00                   |        | Reporte |         | Asistencia: 4,433 espectadores | Asistencia: 4,433 espectadores |

## Final Four
En el Final Four jugaron los 4 ganadores de los grupos en la fase anterior. Todos los partidos se jugaron en un solo lugar, decidido antes de que comience la competencia. Al igual que en la primera y segunda ronda, los partidos empatados al final del tiempo reglamentario se decidieron mediante una tanda de penaltis sin prórroga. 
Todos los partidos se jugaron en el Estádio Municipal de Leiria. Las semifinales se disputaron del 25 al 26 de enero de 2022 y la final el 29 de enero.

### Cuadro
|  | Semifinales          | Semifinales |                      |   | Final | Final |
|  |                      |             |                      |   |       |       |
|  | 25 de enero – Leiria |             |                      |   |       |       |
|  |                      |             |                      |   |       |       |
|  | Benfica (p.)         | 1 (3)       |                      |   |       |       |
|  | Benfica (p.)         | 1 (3)       | 29 de enero – Leiria |   |       |       |
|  | Boavista             | 1 (2)       |                      |   |       |       |
|  | Boavista             | 1 (2)       | Benfica              | 1 |       |       |
|  | 26 de enero – Leiria |             | Benfica              | 1 |       |       |
|  |                      | Sporting CP | 2                    |   |       |       |
|  | Sporting CP          | Sporting CP | 2                    | 2 |       |       |
|  | Sporting CP          |             |                      | 2 |       |       |
|  | Santa Clara          | 1           |                      |   |       |       |
|  | Santa Clara          | 1           |                      |   |       |       |